# Ipso facto
Ipso facto é uma expressão latina que significa “pelo próprio facto” ou seja, que um certo efeito é uma consequência directa da acção em causa, em vez de ser provocada por uma acção subsequente, como o veredicto de um tribunal. É um termo usado em filosofia da arte, direito e ciências.

## Uso legal
Na lei brasileira, por exemplo, esta frase é frequentemente empregada para transmitir a ideia de que algo que tenha sido feito ao contrário do direito é automaticamente anulado. Por exemplo, se uma pessoa é casada, durante a vida de seu cônjuge, ele tem conhecimento de que, se casar com outra pessoa, este último casamento seria nulo por ipso facto, isto é, ao facto de que a permanência do primeiro casamento a ser provado, o segundo casamento seria automaticamente declarado nulo ab initio.

## Uso legal da expressão de uma religião em perspectiva histórica
Ipso facto denota o caráter automático da perda da qualidade de membro de uma entidade religiosa por alguém culpado de uma determinada acção.
Dentro da Igreja Católica Romana, a frase latae sententiae é mais comumente utilizada do que ipso facto, a que se refere às sanções eclesiásticas como a excomunhão. Ela indica que o efeito segue, mesmo se nenhum veredicto (em latim, sententia), é pronunciado por um tribunal eclesiástico ou superior.

## Outros usos
Além da sua utilização técnica, ocorre com frequência na literatura, em especial nas adendas académicas: por exemplo, "Faustus tinha assinado a sua vida à distância, e era, ipso facto, incapaz de arrependimento." (re: Marlowe, The Tragical History of Dr. Faustus.) ou "Estes preconceitos estão enraizados na ideia de que cada vagabundo ipso facto é um velhaco" (re: George Orwell, Down e Out, em Paris e Londres).